# Poitevin (cão)
A poitevin,[Nota] também chamada pictava, é uma raça de cão oriunda da região francesa de Poitou, revitalizada através de linhagens do foxhound inglês. Sua extinção ocorreu na época da Revolução Francesa e, quando não dizimada nas batalhas, sofreu com a epidemia de raiva. 
Atualmente em seu país natal estes cães fazem parte de uma matilha caçadora, que desfila em uma feira regional. Para além disso, é considerado um bom cão de companhia quando adaptado desde filhote ao ambiente familiar. De adestramento considerado fácil, é um animal que pode atingir os 34 kg e os 69 cm. Entre seus principais atributos físicos estão a ossatura densa e o pescoço longo, esguio e musculoso.